# Righteous Pigs
Righteous Pigs war eine amerikanische Grindcore-Band. Sie verband den Hardcore Punk amerikanischer Prägung mit dem in England entstandenen Grindcore.

## Geschichte
Die Gruppe wurde 1987 von Mitch Harris in Las Vegas, Nevada gegründet. Nach zwei Demos nahm sie das deutsche Independent-Label Nuclear Blast unter Vertrag. 1989 erschien das Debütalbum Live and Learn, auf dem am Schlagzeug noch Scott Leonard zu hören ist. Ein Jahr später erschien das zweite Album Stress Related. Bereits zu dieser Zeit hatte Gitarrist Mitch Harris Briefkontakt zu Mick Harris, Schlagzeuger von Napalm Death, beide Musiker spielten bereits in dem Projekt Defecation. Ende 1990 wurde Mitch Harris zweiter Gitarrist bei Napalm Death und verlegte seinen Wohnsitz nach England. Zwar löste sich die Band nie offiziell auf, allerdings gingen die verbliebenen Musiker nach dem Wegzug von Harris eigene Wege. Joe Caper spielte später gemeinsam mit Frank Watkins von Obituary in der Death-Metal-Band The Henchmen, die lediglich zwei Demos veröffentlichte. Die zwei Studioalben der Righteous Pigs wurden 2008 von Metal Mind Productions als Doppel-CD wiederveröffentlicht.

## Diskografie
- Live and Learn (Nuclear Blast, 1989)
- Stress Related (Nuclear Blast, 1990)
- Turmoil (EP, Nuclear Blast, 1990)